# Harry Bradshaw (cầu thủ bóng đá, sinh năm 1895)
Harry Bradshaw (22 tháng 1 năm 1895 – sau 1923) là một cầu thủ bóng đá người Anh.
Ông là một thủ môn tại South Liverpool trước khi chuyển đến Tranmere Rovers. Ông thi đấu mỗi trận cho Tranmere tại mùa giải 1921–22, mùa giải đầu tiên ở Football League. Năm 1923 ông chuyển đến Ellesmere Port Cement.